# Thunder de l'Adirondack
Le Thunder de l'Adirondack est une franchise professionnelle de hockey sur glace en Amérique du Nord qui évolue dans l'ECHL.

## Historique
L'équipe est créée en 2005 sous le nom du Thunder de Stockton et est basée à Stockton en Californie. Elle déménage lors de l'été 2015 pour devenir le Thunder de l'Adirondack.
Elle ne dispute pas la saison 2020-2021 en raison de la pandémie de Covid-19, les opérations des six équipes de la division Nord étant suspendues par l'ECHL.

## Statistiques
| No | Saison    | PJ                                                                     | V                                                                      | D                                                                      | DP                                                                     | DTB                                                                    | BP                                                                     | BC                                                                     | Pts                                                                    | Classement                                                             | Séries éliminatoires                                                   | Entraîneur     |
| -- | --------- | ---------------------------------------------------------------------- | ---------------------------------------------------------------------- | ---------------------------------------------------------------------- | ---------------------------------------------------------------------- | ---------------------------------------------------------------------- | ---------------------------------------------------------------------- | ---------------------------------------------------------------------- | ---------------------------------------------------------------------- | ---------------------------------------------------------------------- | ---------------------------------------------------------------------- | -------------- |
| 1  | 2015-2016 | 72                                                                     | 38                                                                     | 28                                                                     | 2                                                                      | 4                                                                      | 197                                                                    | 189                                                                    | 82                                                                     | 3e division Est                                                        | Défaite au 2e tour                                                     | Cail MacLean   |
| 2  | 2016-2017 | 72                                                                     | 41                                                                     | 20                                                                     | 7                                                                      | 4                                                                      | 266                                                                    | 218                                                                    | 93                                                                     | 1er division Nord                                                      | Défaite au 1er tour                                                    | Cail MacLean   |
| 3  | 2017-2018 | 72                                                                     | 41                                                                     | 24                                                                     | 3                                                                      | 4                                                                      | 233                                                                    | 221                                                                    | 89                                                                     | 1er division Nord                                                      | Défaite au 3e tour                                                     | Brad Tapper    |
| 4  | 2018-2019 | 72                                                                     | 37                                                                     | 26                                                                     | 6                                                                      | 3                                                                      | 234                                                                    | 220                                                                    | 83                                                                     | 2e division Nord                                                       | Défaite au 1er tour                                                    | Alex Loh       |
| 5  | 2019-2020 | 63                                                                     | 22                                                                     | 28                                                                     | 8                                                                      | 5                                                                      | 197                                                                    | 219                                                                    | 57                                                                     | 5e division Nord                                                       | Séries annulées                                                        | Alex Loh       |
| 6  | 2020-2021 | Ne participe pas à la compétition en raison de la pandémie de Covid-19 | Ne participe pas à la compétition en raison de la pandémie de Covid-19 | Ne participe pas à la compétition en raison de la pandémie de Covid-19 | Ne participe pas à la compétition en raison de la pandémie de Covid-19 | Ne participe pas à la compétition en raison de la pandémie de Covid-19 | Ne participe pas à la compétition en raison de la pandémie de Covid-19 | Ne participe pas à la compétition en raison de la pandémie de Covid-19 | Ne participe pas à la compétition en raison de la pandémie de Covid-19 | Ne participe pas à la compétition en raison de la pandémie de Covid-19 | Ne participe pas à la compétition en raison de la pandémie de Covid-19 | Alex Loh       |
| 7  | 2021-2022 | 71                                                                     | 27                                                                     | 40                                                                     | 4                                                                      | 0                                                                      | 202                                                                    | 272                                                                    | 58                                                                     | 6e division Nord                                                       | Non qualifiés                                                          | Alex Loh       |
| 8  | 2022-2023 | 72                                                                     | 32                                                                     | 29                                                                     | 9                                                                      | 2                                                                      | 237                                                                    | 243                                                                    | 75                                                                     | 4e division Nord                                                       | Défaite au 1er tour                                                    | Pete MacArthur |
| 9  | 2023-2024 | 72                                                                     | 43                                                                     | 18                                                                     | 7                                                                      | 4                                                                      | 241                                                                    | 212                                                                    | 97                                                                     | 1er division Nord                                                      | Défaite au 3e tour                                                     | Pete MacArthur |